# Аспермонт (Техас)
Аспермонт (англ. Aspermont) — місто (англ. town) в США, в окрузі Стоунволл штату Техас. Населення — 789 осіб (2020).

## Географія
Аспермонт розташований за координатами 33°8′27″ пн. ш. 100°13′29″ зх. д. / 33.14083° пн. ш. 100.22472° зх. д. (33.140908, -100.224829).  За даними Бюро перепису населення США в 2010 році місто мало площу 5,37 км², з яких 5,32 км² — суходіл та 0,05 км² — водойми.

### Клімат
| Клімат : Аспермонт    | Клімат : Аспермонт | Клімат : Аспермонт | Клімат : Аспермонт | Клімат : Аспермонт | Клімат : Аспермонт | Клімат : Аспермонт | Клімат : Аспермонт | Клімат : Аспермонт | Клімат : Аспермонт | Клімат : Аспермонт | Клімат : Аспермонт | Клімат : Аспермонт | Клімат : Аспермонт |
| Показник              | Січ.               | Лют.               | Бер.               | Квіт.              | Трав.              | Черв.              | Лип.               | Серп.              | Вер.               | Жовт.              | Лист.              | Груд.              | Рік                |
| Середній максимум, °C | 13,3               | 15,4               | 20,2               | 25,4               | 29,9               | 33,7               | 35,8               | 35,5               | 31,0               | 25,4               | 18,8               | 13,4               | 24,8               |
| Середній мінімум, °C  | −1,6               | 0,2                | 4,3                | 8,9                | 14,5               | 19,2               | 21,2               | 20,8               | 16,3               | 10,3               | 3,6                | −1,4               | 9,7                |
| Норма опадів, мм      | 25                 | 36                 | 42                 | 48                 | 81                 | 89                 | 50                 | 70                 | 53                 | 57                 | 30                 | 27                 | 607                |
| --------------------- | ------------------ | ------------------ | ------------------ | ------------------ | ------------------ | ------------------ | ------------------ | ------------------ | ------------------ | ------------------ | ------------------ | ------------------ | ------------------ |
| Джерело: NOAA         |                    |                    |                    |                    |                    |                    |                    |                    |                    |                    |                    |                    |                    |

## Демографія
Згідно з переписом 2010 року, у місті мешкало 919 осіб у 389 домогосподарствах у складі 247 родин. Густота населення становила 171 особа/км².  Було 489 помешкань (91/км²).
Расовий склад населення:
| - 86,1 % — білих - 3,2 % — чорних або афроамериканців - 0,5 % — корінних американців - 0,5 % — азіатів - 7,7 % — осіб інших рас |

До двох чи більше рас належало 2,0 %. Частка іспаномовних становила 17,3 % від усіх жителів.
За віковим діапазоном населення розподілялося таким чином: 25,5 % — особи молодші 18 років, 52,2 % — особи у віці 18—64 років, 22,3 % — особи у віці 65 років та старші. Медіана віку мешканця становила 43,2 року. На 100 осіб жіночої статі у місті припадало 84,2 чоловіків;  на 100 жінок у віці від 18 років та старших — 85,1 чоловіків також старших 18 років.
Середній дохід на одне домашнє господарство  становив 46 095 доларів США (медіана — 34 464), а середній дохід на одну сім'ю — 62 900 доларів (медіана — 57 692). За межею бідності перебувало 25,4 % осіб, у тому числі 32,8 % дітей у віці до 18 років та 22,6 % осіб у віці 65 років та старших.
Цивільне працевлаштоване населення становило 347 осіб. Основні галузі зайнятості: освіта, охорона здоров'я та соціальна допомога — 30,8 %, сільське господарство, лісництво, риболовля — 16,4 %, будівництво — 15,0 %.